# Erebinae
Erebinae (лат.) — подсемейство чешуекрылых семейства Erebidae, крупнейшее среди всех совкообразных бабочек. Встречаются повсеместно, кроме Антарктиды.
Около 10 000 видов.

## Описание
Бабочки крупных и средних размеров. Среди Erebinae такие представители как ленточницы, или орденские ленты (Catocala), и гигантские бабочки трибы Thermesiini, например, Thysania agrippina с рекордным для Lepidoptera размахом крыльев (до 28 см).

## Классификация
До недавних молекулярно-филогенетических исследований надсемейства Noctuoidea, большинство Erebinae были классифицированы в составе Noctuidae в пределах его подсемейства Catocalinae, на основании старой системы предложенной Hampson ещё в начале 20-го века. Основываясь на выводах молекулярно-филогенетических исследований, Fibiger и Lafontaine перенесли Erebinae и близкие группы из семейства Noctuidae в отдельное семейство Erebidae, где отдельно образовал подсемейство Erebinae в новом объёме. Позднее, субтаксоны из Catocalinae были в основном перенесены в Erebinae в классификациях, предложенных Lafontaine и Schmidt и Zahiri et al. за исключением Hypocalinae, Toxocampinae и Tinoliinae. 
Исторический обзор систематики группы был дан в 2005 году (Holloway, 2005), а более детальный обзор таксономии Erebinae был дан в 2016 году в работе Homziak et al.
Трибы (19) подсемейства Erebinae по Zahiri et al. (2012):
- Acantholipini
- Audeini
- Catephiini
- Catocalini
- Cocytiini
- Ercheiini
- Erebini
- Euclidiini
- Hulodini
- Hypopyrini
- Melipotini
- Ommatophorini
- Omopterini
- Ophiusini
- Pandesmini
- Pericymini
- Poaphilini
- Sypnini
- Thermesiini
- Incertae sedis

В 2016 к Erebinae условно отнесли ещё 4 трибы: Anydrophilini, Arytrurini, Ctenusini, Scodionygini.

## Представители триб
- Acantholipini: Ugia transversa
- Audeini: Audea hypostigmata
- Catephiini: Catephia alchymista
- Catocalini: Catocala fraxini
- Cocytiini: Cocytia durvillii
- Ercheiini: Ercheia multilinea
- Erebini: Erebus macrops
- Euclidiini: Callistege mi
- Hulodini: Hulodes caranea
- Hypopyrini: Hypopyra capensis
- Melipotini: Phoberia atomaris
- Ommatophorini: Ommatophora luminosa
- Omopterini: Zale lunata
- Ophiusini: Ophiusa tirhaca
- Pandesmini: Pandesma submurina
- Poaphilini: Dysgonia algira
- Sypnini: Pterocyclophora huntei
- Thermesiini: Thysania agrippina